# Miguel Poiares Maduro
Luís Miguel Poiares Pessoa Maduro ComSE (Coimbra, Sé Nova, 3 de janeiro de 1967) é um professor universitário e político português, que ocupou o cargo de Ministro Adjunto e do Desenvolvimento Regional, com a tutela da Comunicação Social, do Desenvolvimento Regional e das Autarquias Locais, durante o XIX Governo Constitucional de Portugal.

## Biografia
Licenciado em Direito pela Faculdade de Direito da Universidade de Lisboa e Doutorado com Distinção no Instituto Universitário Europeu, é um especialista em Direito Constitucional e em Direito da União Europeia.
Poiares Maduro foi advogado-geral no Tribunal de Justiça das Comunidades Europeias, Professor de Direito e Diretor do Global Governance Programme no Instituto Universitário Europeu de Florença até à sua nomeação como Ministro e integrou recentemente um grupo de alto nível europeu para a Liberdade e pluralismo na Comunicação Social, onde foi o único português a integrar a equipa, e cujo Relatório, denominado Uma Comunicação Social Livre e Pluralista para Sustentar a Democracia Europeia foi divulgado em Janeiro de 2013, documento que apresentava um conjunto de recomendações para o setor da Comunicação Social. 
Publicou vários livros, entre os quais estão Constituição Plural - Constitucionalismo e União Europeia e Crónicas dum Peixe Fora de Água, este último baseado nas suas crónicas publicadas no Diário de Notícias em 2005.
É Comendador da Antiga, Nobilíssima e Esclarecida Ordem Militar de Sant'Iago da Espada, do Mérito Científico, Literário e Artístico, grau atribuído pelo Presidente Jorge Sampaio a 18 de Janeiro de 2006, e foi distinguido com o Prémio Gulbenkian de Ciência em 2010. 